# Рудник Рембас
Рудник Рембас је рудник мрког угља у насељу Ресавица код Деспотовца.

## Општи подаци
Пун назив рудника је Јавно предузеће за подземну експлоатацију угља „Рембас”.
Рудник се налази у саставу ЈП ПЕУ Ресавица, најзначајнијег центра подземне експлоатације угља на Балкану. Традиција експлоатације угља дужа је од 150 година.

## Историја
После завршетка Другог светско рата долази до национализације предузећа у оквиру које се 1945. године формира Сењско-ресавски угљени басен и предузеће „Сењско-ресавски рудници мрког угља”.
У склопу предузећа у састав улазе рудници: 
- Сењски рудник
- Равна Река
- Ресавица
- Сисевац

Ресавско-моравски угљени басен формиран је 1960. године, са административним центром у Ресавици. За потребе рудника изграђене су две зграде: управна зграда, у којој се данас налази дирекција Рудника мрког угља „Рембас” и дирекција ЈП ПЕУ „Ресавица”. 
Године 1971. формиран је УРМУС, организација од више рудника угља у чији састав улази и РМУ „Рембас”. 
По формирању предузеће РО „Рембас-Застава”, 1979. године, рудници улазе у састав предузећа „Црвена Застава” из Крагујевца до 1989. године.
Године 1990. рудници угља са подземном експлоатацијом у Србији улазе у састав ЕПС-а да би се две године касније, 1992. конституисало у Јавно предузеће за подземну експлоатацију угља „Ресавица”.
Одлука о издвајању ЈП ПЕУ „Ресавица” из састава ЕПС-а, донета је 2003. године од када статус предузећа остаје непромењени до данас. 

## Географски положај
По свом географском положају налазу се у западној групи источне зоне веначних планина. Припада Хомољским планинама које се протежу од Дунава, спуштајући се према југу прелазе у Хомољску котлину, одакле се са планином Бељаницом везују за Кучајску плочу. 

## Лежишта и експлоатација
Лежишта угља налазе се широм области западног подножја Бељанице и Кучаја.
Од средине 19. века угаљ је истраживан и откопаван у шест басена: стрмостенско-сладајски, јеловачки, ђулско-жидиљски, равноречко-сењски, раванички и сисевачки.
Рудник производњу мрког угља базира на подземној експлоатацији богатих угљених слојева на три погона: Ресавица са јамом „Јеловац”, Водна са јамом „Стрмостен” и Сењски Рудник са јамом „Сењски Рудник”.
Све три јаме су активне и налазе се у близини Ресавице.